# エルサルバドル関係記事の一覧
エルサルバドル関係記事の一覧（エルサルバドルかんけいきじのいちらん）は、Wikipediaに収録のエルサルバドル関係記事の一覧である。
- エルサルバドル出身の人物についてはエルサルバドル人の一覧を参照

## あ行
- アビアンカ・エルサルバドル - 航空会社
- アワチャパン県
- イノセント・ボイス 12歳の戦場 - エルサルバドル内戦を題材にした2004年のメキシコ映画
- イロパンゴ湖 - 火山
- インディオ
- エルサルバドル
- エルサルバドル海軍艦艇一覧
- エルサルバドル共産党 - 政党
- エルサルバドル国際空港
- エルサルバドル大学 - 国立大学
- エルサルバドルのイスラム教
- エルサルバドルの行政区画
- エルサルバドルの国章
- エルサルバドルの国歌
- エルサルバドルの国旗
- エルサルバドルの世界遺産
- エルサルバドルの大統領
- エルサルバドルの通貨 ⇒ サルバドール・コロン
- エルサルバドルの鉄道
- エルサルバドルの都市の一覧
- エルサルバドル・ホンジュラス戦争 ⇒ サッカー戦争
- エル・ピタル山 - エルサルバドルの最高峰
- オリンピックのエルサルバドル選手団
  - 2008年北京オリンピックのエルサルバドル選手団
- オルメカ

## か行
- 国際連合エルサルバドル監視団 - 1991年から1995年にかけてエルサルバドルで和平の推進に当たった平和維持活動
- 国際連合中米監視団 - 1989年から1992年にかけてエルサルバドルなど中央アメリカ5ヶ国で和平の推進に当たった平和維持活動
- コマラパ国際空港 ⇒ エルサルバドル国際空港
- コロン (通貨) - エルサルバドルとコスタリカで使用される通貨
- コンキスタドール - スペインの征服者
  - ペドロ・デ・アルバラード - スペイン人のコンキスタドール。エルサルバドルやグアテマラを征服

## さ行
- サッカーエルサルバドル代表
  - サッカーエルサルバドル女子代表
- サッカー戦争 - 1969年のホンジュラスとの戦争
- サルバドール・コロン - 1892年から2001年まで使用されていた通貨
- サルバドル/遥かなる日々 - エルサルバドル内戦を題材にした1986年のアメリカ映画
- サンタ・アナ - 都市
- サンサルバドル - 首都
- サンミゲル - 都市
- サン・ミゲル火山
- 死の部隊#エル・サルバドル - 反共主義の白色テログループ
- スペインによるアメリカ大陸の植民地化#マヤ文明
- 先コロンブス期#マヤ文明
- 先住アメリカ人の一覧

## た行
- タスマル - 考古遺跡
- 中央アメリカ大共和国 - 1896年から1898年にかけて存在した、エルサルバドル、ホンジュラス、ニカラグアによる連合
- 中央アメリカ連邦共和国 - 1824年から1839年にかけて存在した、のちのエルサルバドルを含む国々で構成された国家
- 中米統合機構（中米共同市場） - エルサルバドルなど8カ国が加盟
- 中米紛争 - 1970年代後半からのエルサルバドルなど中米各国での内戦の総称

## な行
- ニカラグア事件 - 1984年から1991年にかけての国際紛争
- ヌエバ・エスパーニャ - 16世紀前半から18世紀前半にかけてのスペイン帝国副王領。エルサルバドルを含む

## は行
- パンアメリカンハイウェイ - 南北アメリカ各国を結ぶ道路網
- パンナムオープン・サンサルバドル - 国際柔道大会
- ファラブンド・マルティ民族解放戦線 - 左翼ゲリラ組織
- プリメーラ・ディビシオン (エルサルバドル) - サッカーリーグ
- ホヤ・デ・セレン - 考古遺跡、世界遺産

## ま行
- マヤ人
- マヤ文明
  - マヤ遺跡一覧
  - マヤ語族
  - マヤ神話
  - マヤ地域
- メスティーソ
- メソアメリカ - エルサルバドルなど中米とメキシコにまたがる地域
  - メソアメリカの編年 - メソアメリカの古代文明における考古学的な時代区分
    - 先古典期／形成期 - 原古典期 - 古典期 - 後古典期

## や行
- 野球エルサルバドル代表
- ユサ社 - 日本の紡績会社によって設立された紡績会社

## ら行
- レンカ族 - エルサルバドル東部やホンジュラス西部に居住する先住民族

## 記号・英数字
記号
- .sv - 国別コードトップレベルドメイン

数字
A-Z
- ICAO空港コードの一覧/M#MS - エルサルバドル - 空港コード
- ISO 3166-2:SV - 行政区分コード
- UNCAFカップ2007 - 2007年にエルサルバドルで開催されたサッカーのカップ戦